# 아버지 대 아들
《아버지 對 아들》는 2002년 11월 8일에 MBC에서 방영한 베스트극장이다.

## 줄거리
병두(고명환 분)는 난생 처음 마음에 드는 여자 연희(윤지숙 분)를 만났지만, 병두의 아버지(박인환 분)는 연희의 이모(안해숙 분)를 사랑하게 된다. 둘 중 한 사람이 사랑을 포기해야 할 처지로 꼬여버린 상황을 풀어나가는 아버지와 아들의 모습을 훈훈하게 담았다.

## 등장 인물

### 주요 인물
- 박인환 : 김태남(65세) 역
- 고명환 : 김병두(33세) 역 - 태남의 아들
- 안해숙 : 연희의 이모 역
- 윤지숙 : 연희 역 - 동네 미용사

### 그 외 인물
- 김일우
- 조양자
- 서권순
- 신귀식
- 서혜린 : 정화 역 - 야식집. 병두를 좋아함.
- 박주희